# Lokpersonal Electronic Assistant

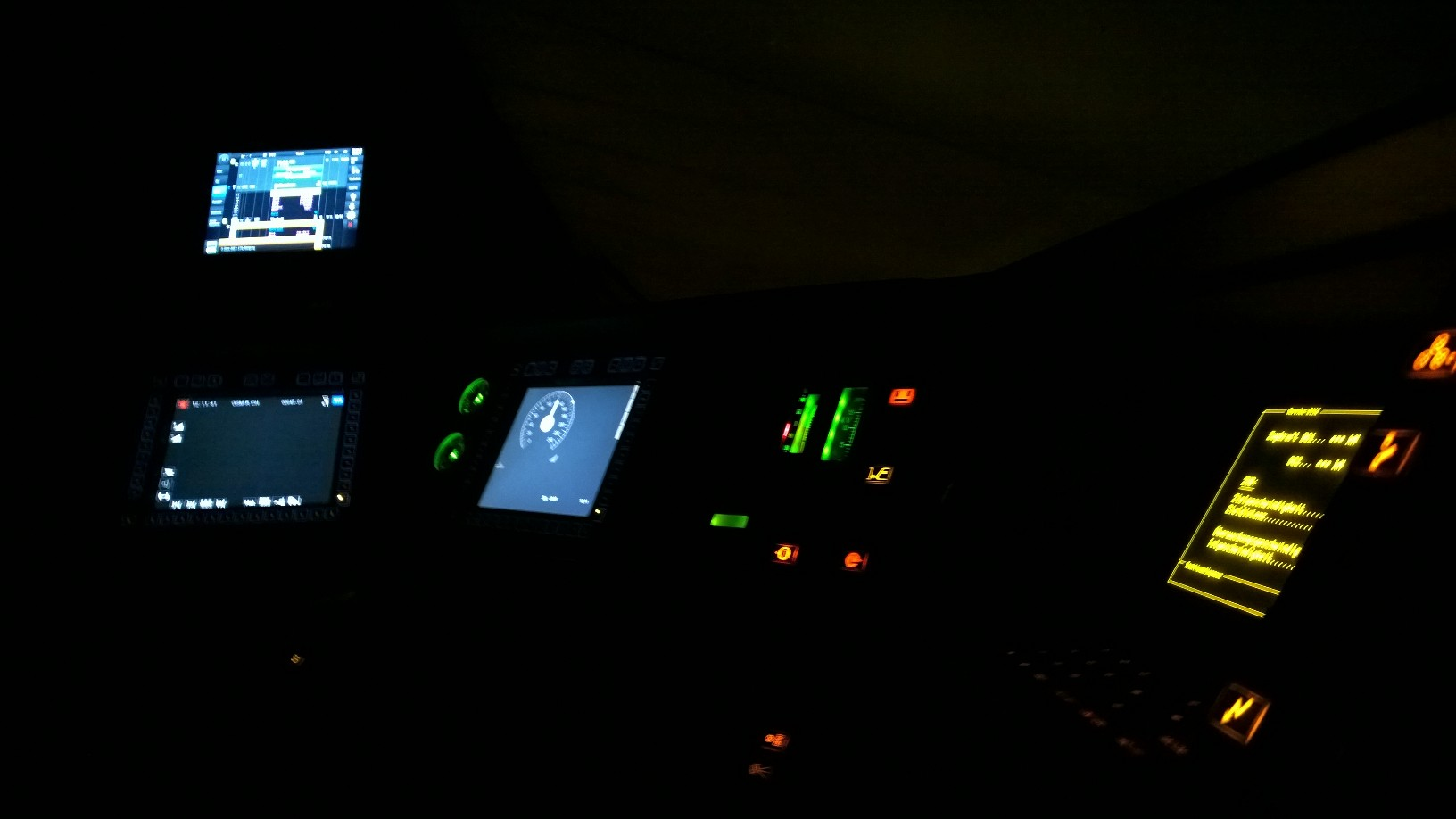
Aufgespanntes LEA 3 (iPad 4) im Führerstand eines IC2000 Bt (Steuerwagen)

Lokpersonal Electronic Assistant, kurz LEA, ist ein technisches Arbeitsmittel für Lokführer in der Schweiz. Das Gerät gehört zur Minimalausrüstung des Lokpersonals und muss im Dienst stets mitgeführt werden. Das von den Schweizerischen Bundesbahnen entwickelte System wird nicht fest im Triebfahrzeug installiert, sondern besteht aus einem persönlich zugeteilten Tablet, welches der Triebfahrzeugführer mit sich führt.

## Grundlagen

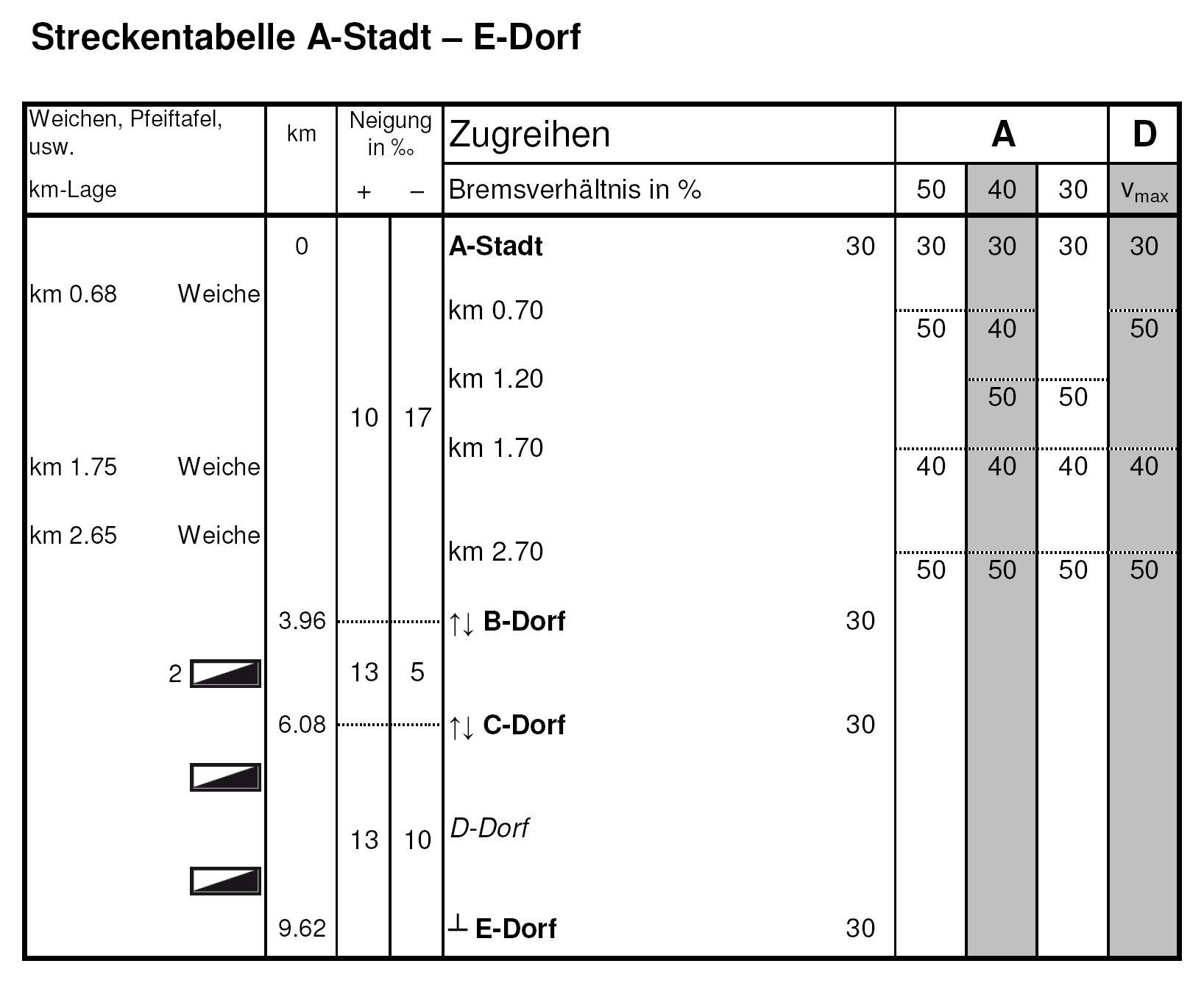
Fiktive Streckentabelle

Für jede Zugbewegung auf dem Schienennetz muss stets die dem Zug zugehörende Fahrordnung (FO) und die Streckentabelle (RADN) der zu befahrenden Strecke aufgelegt sein. Die auf dem Gerät installierte LEA App kombiniert beides auf einer Oberfläche und erleichtert damit die Arbeit des Lokführers. Die Mitnahme von Streckentabellen oder Fahrordnungen in Papierform ist nicht mehr vorgesehen. Das System wird von der SBB entwickelt, gewartet und betrieben und ist im Güter- und Personenverkehr, aber auch bei Privatbahnen wie thurbo, Zentralbahn oder Regionalps im Einsatz.

## Vorgeschichte
Das ursprüngliche LEA wurde 2001 eingeführt und war ein Psion Netbook. Es wurde 2009 durch das LEA II ersetzt, das aus einem Fujitsu Lifebook T1010 bestand.

## Hardware
Die aktuelle Generation LEA 3 wurde im Oktober 2012 in Betrieb genommen. Zunächst wurden die Lokführer von SBB Cargo mit dem Gerät ausgerüstet, seit Mai 2013 sind auch die Lokführer von SBB Personenverkehr damit unterwegs. Das LEA 3 ist ein iPad und basiert auf zwei Gerätegenerationen, welche sich jedoch im Funktionsumfang oder in der Bedienung nicht unterscheiden. Zunächst wurde das iPad 4 verteilt, für Neueintritte oder als Ersatz bei Defekt oder Verlust wurde zwischenzeitlich ein iPad Air 2 abgegeben. Die aktuelle Gerätegeneration (Stand: 2018) ist das iPad 2017. Die Tablets sind per WLAN und 4G SIM-Karte mit dem Internet verbunden. Sie unterscheiden sich in der Hardware oder Ausstattung nicht von kommerziell erhältlichen iPads.

## Software

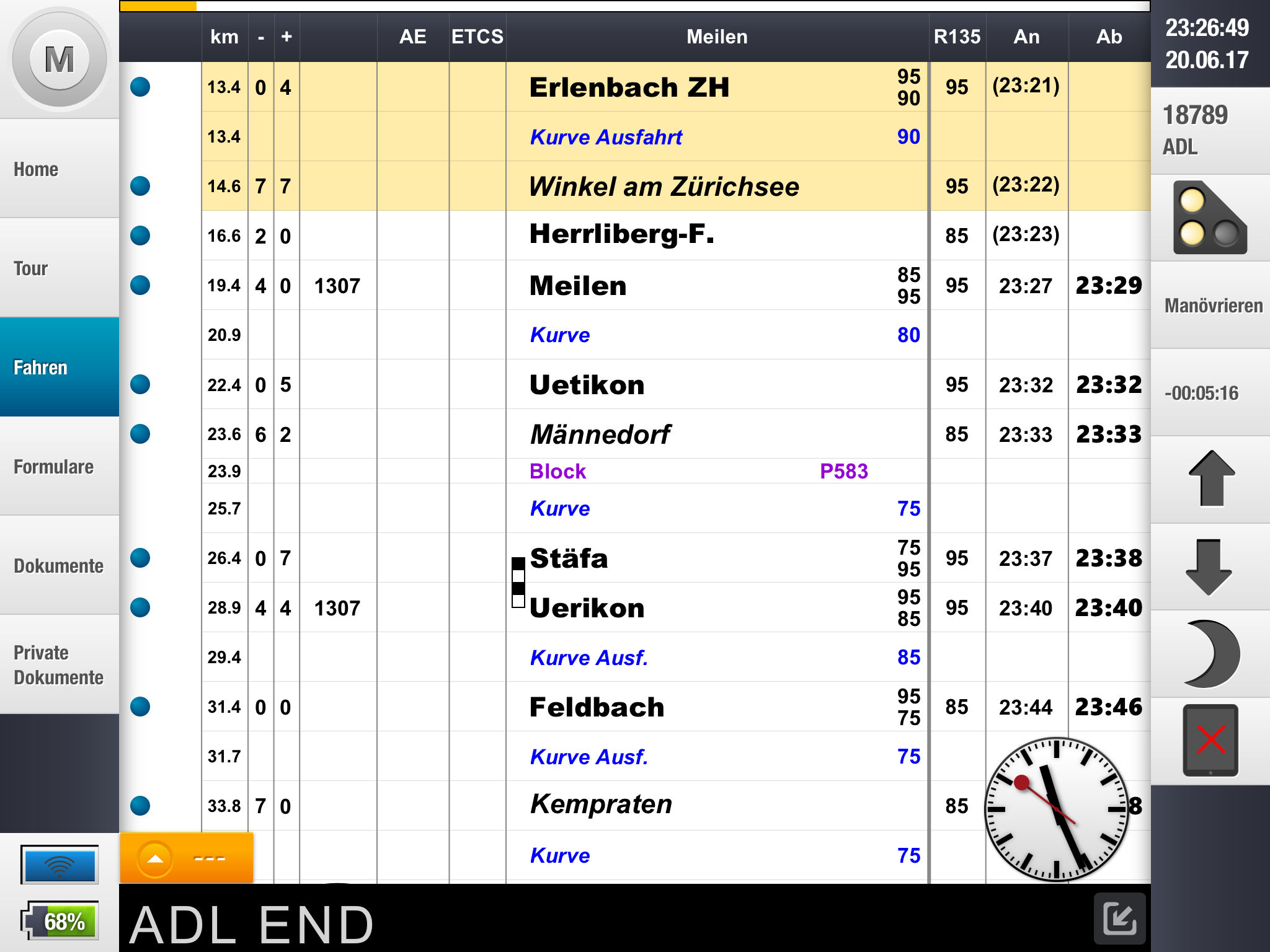
Screenshot der LEA 3 Oberfläche (SBB)

Der Name LEA bezieht sich stets auf das Gerät. Die eigentliche Kernaufgabe des Geräts, die Anzeige von Fahrordnung und Streckentabelle, übernimmt die auf dem Gerät installierte LEA App.
Parallel dazu, im Hintergrund der LEA App, laufen die Anwendungen WarnApp und die Adaptive Lenkung (ADL), welche den Lokführer in der Ausübung seiner Arbeit zusätzlich unterstützen sollen. Die Darstellung der Fahrordnung erfolgt lokal und benötigt keine Internetverbindung, die zusätzlichen Funktionen ADL und WarnApp sind jedoch auf die Kommunikation mit der Betriebszentrale angewiesen.
In der LEA App werden sämtliche relevanten Informationen zur Fahrt angezeigt. Geplante Umleitungen und Langsamfahrstellen werden automatisch eingeblendet, Voraussetzung dafür ist jedoch, dass das Gerät vor Dienstantritt synchronisiert wird. Dieser Vorgang dauert wenige Sekunden und bringt die Informationen zur Fahrt und zur Strecke auf den aktuellen Stand. Unvorhergesehene Umleitungen können mit einfachem antippen des entsprechenden Feldes in der App aktiviert werden, es erscheint sogleich die korrekte Streckentabelle für die Umleitungsstrecke.
Nebst der LEA App befinden sich sämtliche Reglemente, wie die Fahrdienstvorschriften des BAV, die Dienstpläne des Lokpersonals, Checklisten im Ereignisfall, Handbücher der Triebfahrzeuge, die geschäftliche E-Mail Adresse und vieles mehr auf dem Gerät.

## Rückfallebene
Im Störungsfall gibt es verschiedene Rückfallebenen. Sollte LEA vor Fahrtantritt ausfallen, kann von jedem mit dem Intranet oder Internet verbundenen PC aus die Fahrordnung ausgedruckt und in Papierform mitgenommen werden. Die Darstellung entspricht exakt derjenigen der LEA App, die Papierlösung stellt somit einen vollwertigen Ersatz dar, bis das persönliche Gerät ausgetauscht oder repariert wird.
Sollte LEA während der Fahrt ausfallen, befindet sich die Rückfallebene auf dem GSM-R Handy des Lokführers. Mittels eines internen Dienstes lässt sich die oben genannte Darstellung der LEA auch als PDF-Dokument generieren und anzeigen. Dies ist jedoch keine dauerhafte Lösung, da die Informationen auf dem wesentlich kleineren Display des Handys während der Fahrt schwerer zu lesen sind.